# The Two Widows
The Two Widows é um filme de comédia dos Estados Unidos de 1913, dirigido por Henry Lehrman. O filme foi interpretado pelos atores Frod Sterling, Dot Farley e Jewel Carmen.